# Trumbull (condado de Fairfield)
Trumbull es un lugar designado por el censo ubicado en el condado de Fairfield en el estado estadounidense de Connecticut. En el año 2010 tenía una población de 36,018 habitantes.

## Geografía
Trumbull se encuentra ubicado en las coordenadas 41°15′36″N 73°12′29″O / 41.26000, -73.20806.